# چکش مکانیکی

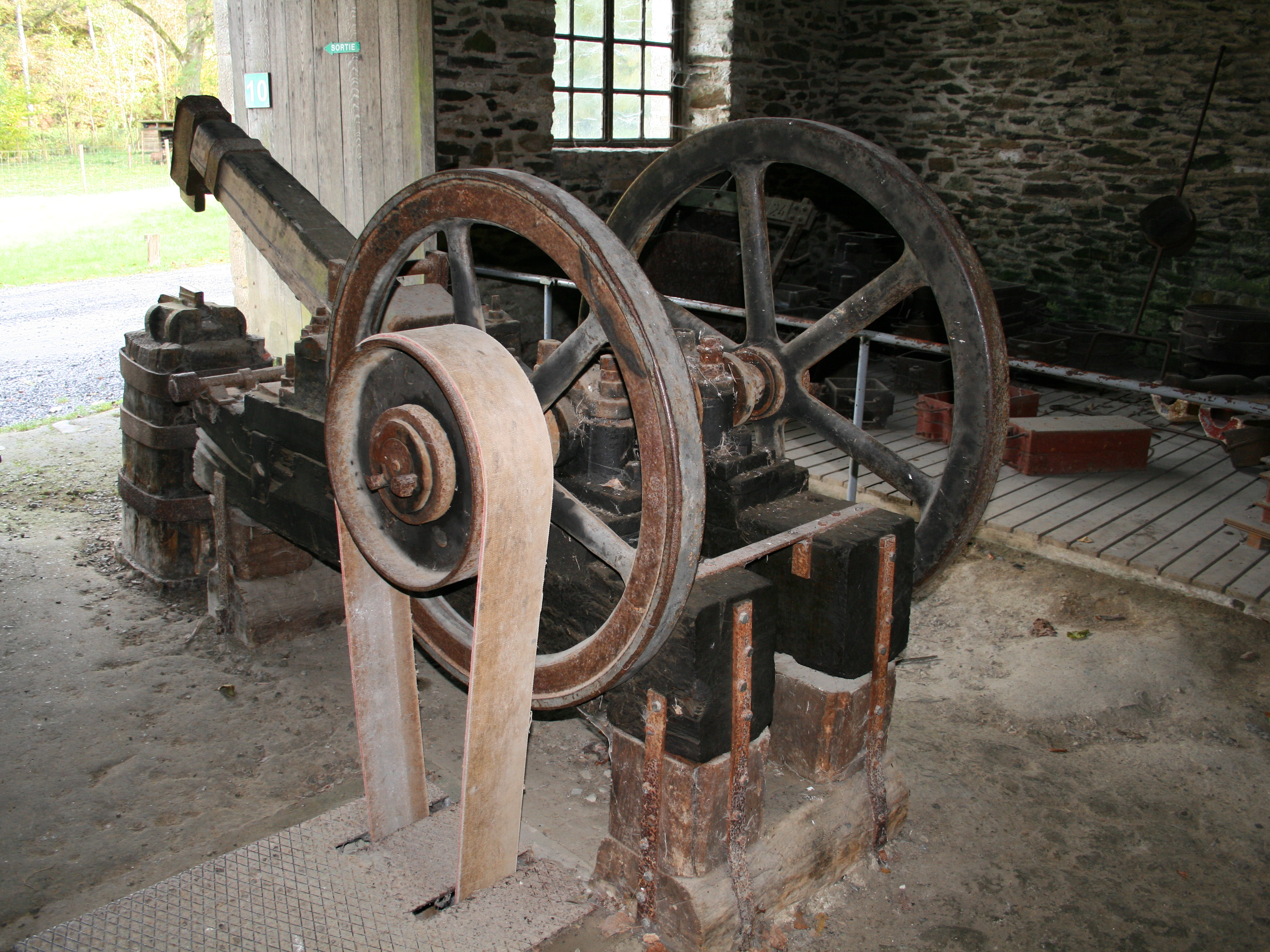
چکش مکانیکی

چکش مکانیکی، همچنین به عنوان چکش شیب دار یا چکش چرخشی شناخته می‌شود، یک چکش مجهز به انرژی عظیم است. از کاربردهای سنتی چکش‌های مکانیکی می‌توان به کوبیدن، تقسیم کردن و پرداخت دانه در کشاورزی اشاره کرد. در استخراج، از چکش‌های مکانیکی برای خرد کردن سنگ معدن فلزات به قطعات کوچک استفاده می‌شد، اگرچه کارخانه تمبر معمولاً برای این کار بود. در جعل‌های ظریف از آن‌ها برای ترسیم زیورآلات ساخته شده از آهن فرفورژه به آهن با کارایی بیشتر استفاده می‌شود. آن‌ها همچنین برای ساختن انواع مختلف آهن فرفورژه، لاتن (شکل اولیه برنج)، فولاد و سایر فلزات مورد استفاده قرار گرفتند. یک یا چند چکش مکانیکی در یک آهنگری قرار دارد. چکش‌ها معمولاً توسط یک بادامک بلند می‌شدند و سپس رها می‌شدند تا تحت نیروی جاذبه قرار بگیرند. از لحاظ تاریخی، چکش‌های مکانیکی اغلب به صورت هیدرولیکی توسط چرخ آب تأمین می‌شدند. گفته شده‌است که چکش‌های مکانیکی از زمان سلسله هان غربی در چین شاهنشاهی استفاده می‌شده‌است. آن‌ها همچنین در جهان معاصر یونان و روم وجود داشته‌است، شواهد بیشتری در مورد استفاده از آنها در اروپای قرون وسطی در طول قرن ۱۲ وجود دارد. در طول انقلاب صنعتی، چکش مکانیکی از محبوبیت خارج شد و چکش برقی جایگزین شد. اغلب این چکش‌ها از طریق مجموعه ای از شافتهای خطی، قرقرهها و تسمه‌ها تشکیل شده و منبع تغذیه مستقر در مرکز تغذیه می‌شدند.

## تاریخ اولیه

### چین
در چین باستان، چکش مکانیکی در طی استفاده از هاون ساخته شد، که به نوبه خود باعث ایجاد چکش شیب دار شد (چینی: 碓 Pinyin: dui ; Wade-Giles: tui). دستگاه دوم یک دستگاه ساده با استفاده از یک اهرم و تکیه گاه بود (با فشار وارد شده توسط وزن یک پا به یک انتهای آن یکی)، که شامل مجموعه‌ای از گیرها یا شاخه‌ها بر روی شافت اصلی چرخش نیز بود. این دستگاه کار کوبیدن، غالباً در خرد کردن و پرداخت دانه را امکان‌پذیر می‌کند و از استفاده دستی کوبیدن با دست و بازو جلوگیری می‌کند. اگرچه مورخان چینی ادعا می‌کنند که منشأ آن ممکن است از زمان سلسله ژو (۲۲۱قبل از میلاد - ۱۰۵۰قبل از میلاد) باشد، جوزف نیدام، سینولوژیست انگلیسی، نویسنده اولین متون توصیف دستگاه را مربوط به فرهنگ لغت جیجیوپی ۴۰ سال پیش از میلاد می‌داند، متن یانگ شیونگ معروف به Fangyan از ۱۵ قبل از میلاد، و همچنین «بهترین اظهارات» شین لون نوشته شده توسط هوان تان در حدود قرن ۲۰ میلادی (در زمان غصب وانگ مانگ) است. در کتاب گفته شده آمده‌است که پادشاه افسانه ای معروف به Fu Xi کسی است که مسئول هاون است (که به دستگاه چکش شیب و سپس چکش سه تایی تبدیل شد). اگرچه نویسنده از افسانه Fu Xi صحبت می‌کند، اما در بخشی از نوشته‌های وی اشاره شده‌است که چرخ قرنطینه و چکش در قرن اول میلادی در چین ساخته شد (برای متالورژی چینی‌های دارای آب، به Du Shi مراجعه کنید):

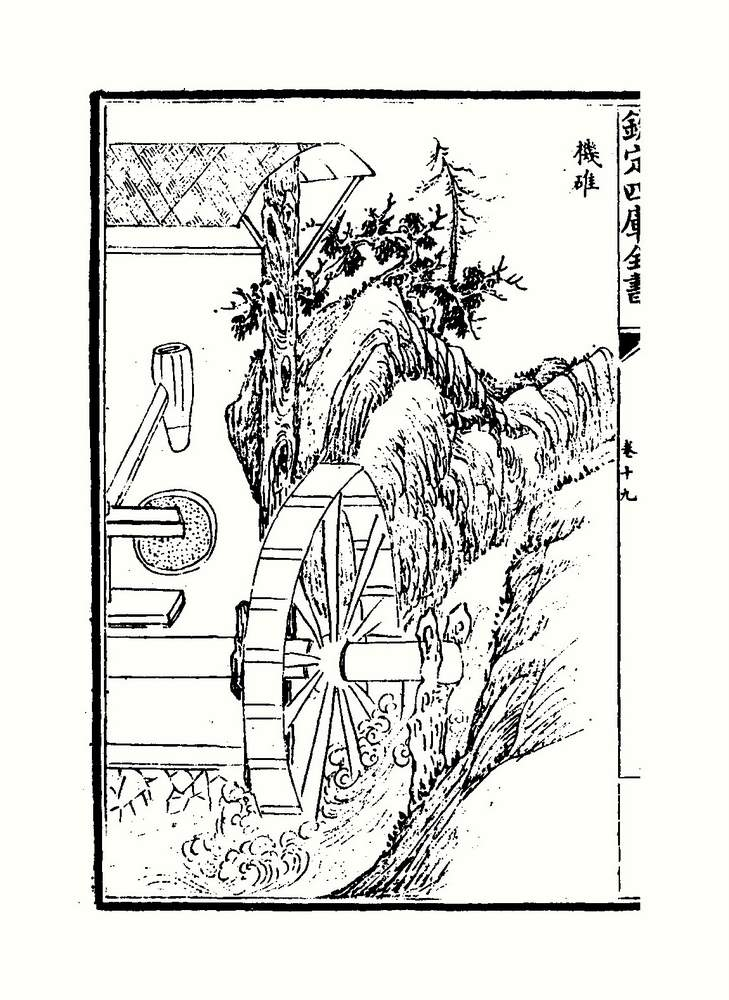
چکش آهنی

Fu Hsi هاون را که بسیار مفید است اختراع کرد و بعداً هوشمندانه آن را بهبود بخشید به‌طوری که می‌توان از کل وزن بدن برای قدم زدن روی چکش شیب (tui) استفاده کرد، در نتیجه کارایی ده برابر افزایش می‌یابد. پس از آن قدرت حیوانات - الاغها، قاطرها، گاوها و اسب‌ها - با استفاده از ماشین آلات، و همچنین از آب برای کوبیدن جایگزین شد، به‌طوری که سود آن صد برابر شد.
با این حال، این قسمت و همچنین سایر منابع اولیه مربوط به دوران هان ترجیحاً اشاره به اهرم آب است، نه چکش مکانیکی. تحقیقات بعدی، با اشاره به دو تشییع جنازه دوران معاصر هان که چکش‌های هیدرولیکی را نشان می‌دهد، ثابت کرد که چرخ‌های آب عمودی برای تأمین انرژی باتری چکش‌های مکانیکی در زمان سلسله هان استفاده می‌شده‌است.
با توصیف وی، مشاهده می‌شود که روش منسوخ چینی برای هاون (dui , tui) به زودی با روش چکش مکانیکی با منبع آبی (چینی: 水碓؛ پینیین: shuǐ duì) جایگزین خواهد شد.Wade – Giles: shui tui. دانشمند و شاعر سلسله هان ما رونگ (۷۹–۱۶۶ میلادی) در یکی از شعرهای خود از کوبیدن چکش در غارهای بازتاب آب ذکر کرده‌است. همان‌طور که در هو هان شو، در سال ۱۲۹ پس از میلاد، یو ژو رسمی گزارشی به امپراتور شون هان داد که چکش‌های مکانیکی از طریق کانال‌ها از طریق کوه‌های قیلان از هان چین به مردم Qiang غربی صادر می‌شود. در Rou Xing Lun، مقام دولتی کنگ رونگ (۱۵۳–۲۰۸ میلادی) اظهار داشت که اختراع چکش سفارشی نمونه ای عالی از محصولی است که مردان باهوش در سن خود (مقایسه دستاوردهای نسیم حکما در گذشته) ایجاد کردند. در طول قرن ۳ میلادی، مقام عالی دولت و مهندس Du Yu استفاده از باتری‌های ترکیبی چکشی (lian zh i dui)، که چندین شافت را که برای کار کردن یک چرخ بزرگ آب چیده شده بودند، به کار می‌گرفت. رونگ (درگذشته ۳۰۶ میلادی)، دنگ یو (درگذشت ۳۲۶ میلادی) و شی چونگ (درگذشت ۳۰۰ پس از میلاد)، مسئول عملیات صدها چکش مکانیکی در بیش از سی منطقه دولتی در سراسر چین بود. منابع متعددی برای چکش‌های مکانیکی دوران سلسله تانگ (۶۱۸–۹۰۷ میلادی) و سونگ سونگ (۱۲۶۰–۹۶۰) و منابع از سلسله مینگ (۱۳۴۴–۱۶۶۸) وجود دارد که استفاده از چکش‌های مکانیکی در آسیابهای کاغذ استان فوجیان را گزارش می‌دهند.
گرچه چکش‌های مکانیکی چینی در چین گاهی از چرخ عمودی با بازده بیشتری تنظیم می‌شدند، اما چینی‌ها غالباً چرخ دنده‌های افقی را در چکش‌های مکانیکی عملیاتی، همراه با چکش‌های تکیه دار به کار می‌گرفتند. چکش دراز کشیده در سال ۱۳۱۳ میلادی با انتشار کتاب نونگ شو وانگ ژن در مورد متالورژی باستان و معاصر (قرون وسطی) در چین در تصاویر چینی پیدا شد. در دائرةالمعارف ۱۶۳۷، نوشته شده توسط Song Yingxing (1587–1666)، تصویرهایی از چکش‌های مسافرتی نیز وجود داشت. استفاده چینی از طب مکمل و جایگزین محدود به نوع افقی بود و به «انواع مختلفی از ماشین آلات» محدود می‌شد که فقط شامل پوسته برنج و میکا پوندر، کارخانه‌های کاغذ سازی و کارخانه اره بود، در حالی که سهام، مهرهای سنگ معدن یا چکش‌های جعلی را پر می‌کرد ناشناخته بودند.

### اروپا

#### جهان یونانی-رومی

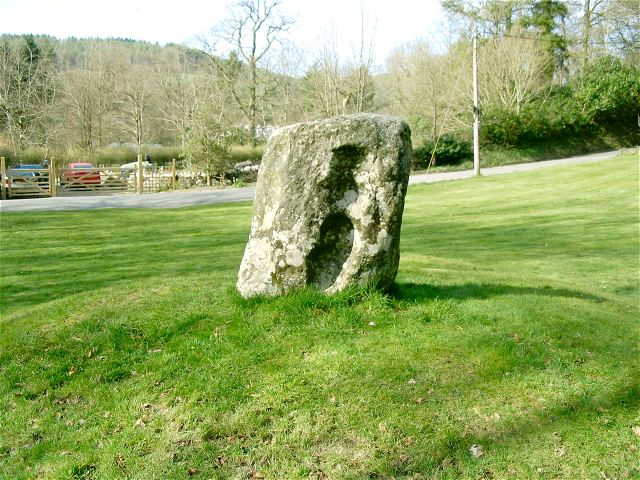
کارگ پومسینت

اجزای اصلی چکش‌های مکانیکی با منبع آب - چرخ‌های آب، بادامک‌ها و چکش‌ها - قبلاً در زمان هلنیسم شناخته شده بودند. کمهای اولیه از قرن سوم قبل از میلاد در اتوماتهای مجهز به آب شواهد موجود است. به‌طور خاص یک اتومات یونانی، نوازنده فلوت که سازوکار آن توسط بانو موسی توصیف شده‌است اما می‌تواند «به طور منطقی» به Apollonius of Perge نسبت داده شود، در اصل چکش‌های مکانیکی با آب کار می‌کند. دانشمند رومی پلینی (تاریخ طبیعی ۹۷/۱۸) نشان می‌دهد که تا قرن اول میلادی آفت کش‌های آب زده در ایتالیا نسبتاً گسترده شده بودند.
در حالی که برخی از محققان این قسمت را به معنای آسیاب آبی دانسته‌اند، بورس تحصیلی اخیر معتقد است که مولا باید به چکش‌های مکانیکی با آب که برای کوبیدن و پوسته ریزی دانه استفاده می‌شود، اشاره کند. خصوصیات مکانیکی آن‌ها نیز با اشاره قبلی لوسیوس پمپونیوس (fl. 100-85 قبل از میلاد) به آسیاب پرتر، نوعی آسیاب که همیشه با افت سهام کار می‌کرده‌است، پیشنهاد شده‌است. با این حال، توسط دانش پژوهان اخیر اشاره شده‌است که ترجمه متن پمپونیوس ممکن است نادرست باشد، و متکی بر ترجمه «مولا» است که اغلب تصور می‌شود به معنی آسیاب یا سنگ آسیاب است، در عوض به یک چکش مکانیکی با منبع آب اشاره دارد چکش. پوندهای دانه ای با آجیل، و همچنین آسیاب‌های آبی معمولی، تا اواسط قرن پنجم میلادی در صومعه‌ای تأسیس شده توسط رومانوس کوندات در منطقه دورافتاده ژورا، تأیید شده‌است، که نشان می‌دهد دانش چکش‌های مکانیکی تا اوایل عصر میانه ادامه داشت.
در سایت ایتالیایی Saepinum محققان اخیراً یک آسیاب آبی با عتیقه کشف کرده‌اند که ممکن است از چکشهای مکانیکی مخصوص برنزه کردنبرای تولید آن استفاده شده باشد، اولین نمونه در نوع خود در زمینه کلاسیک است. به نظر می‌رسد وسیع‌ترین کاربرد چکش‌های مسافرتی در استخراج روم رخ داده‌است، جایی که سنگ معدن رگه‌های عمیق ابتدا برای پردازش بیشتر به قطعات کوچک خرد شد. در اینجا، نظم و فاصله بین تورفتگی‌های بزرگ روی سندان سنگ نشانگر استفاده از تمبرهای سنگ معدن با فشار بادامک است، دقیقاً مانند دستگاه‌های استخراج معدن قرون وسطایی بعدی. چنین سندان‌های تغییر شکل یافته مکانیکی در بسیاری از سایتهای استخراج نقره و طلا روم در اروپای غربی، از جمله در Dolaucothi (ولز) و در شبه جزیره ایبری، یافت شده‌است که نمونه‌های قابل دسترسی از قرن اول و دوم میلادی. در Dolaucothi، این چکش‌های مکانیکی هیدرولیکی رانده می‌شدند و احتمالاً در سایر سایت‌های استخراج روم نیز وجود داشتند، جایی که استفاده گسترده از روش شتاب دهنده و شیب دار زمین به این معنی بود که مقدار زیادی آب برای تأمین انرژی ماشینها مستقیماً در دسترس است. با این حال، هیچ‌یک از سندان اسپانیا و پرتغال نمی‌تواند به‌طور قانع کننده ای با سایت‌های آسیاب مرتبط باشد، اگرچه اکثر معادن دارای منابع آب و سیستم‌های چرمی بودند که به راحتی قابل استفاده بودند. به همین ترتیب، قدمت سنگ پومسینت به دوران رومی نیز به این دلیل نبود که سنگ قابل جابجایی است، و متکی به یک سری احتمالات بهم پیوسته‌است که نتیجه‌گیری قدمت رومی را در صورت بازشدن هر یک از آن‌ها به خطر می‌اندازد.

#### قرون وسطی اروپا

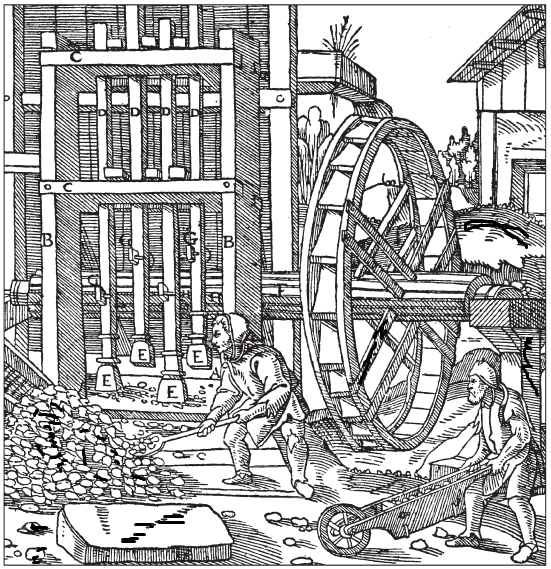
کوبنده سنگ معدن

چکش‌های مکانیکی مجهز به آب و مکانیزه تا قرن ۱۲ در اروپای قرون وسطی ظاهر شدند. کاربرد آنها در منابع مکتوب قرون وسطایی اشتایر (در اتریش امروزی)، که در سال ۱۱۳۵ و دیگری در سال ۱۱۷۵ م نوشته شده‌است، توصیف شده‌است. منابع قرون وسطایی فرانسه در سالهای ۱۱۱۶ و ۱۲۴۹ استفاده از چکش‌های سفر مکانیزه را که در جعل آهن فرفورژه استفاده می‌شود، ثبت می‌کنند. چکش‌های سفر قرون وسطایی اروپا تا قرن پانزدهم اغلب به شکل آسیاب مهر عمودی قارچ بودند، اگرچه آن‌ها استفاده مکرر از چرخ عمودی آب را از نسخه‌های قبلی چینی (که اغلب از چرخ دنده افقی استفاده می‌کردند) استفاده می‌کردند. لئوناردو داوینچی، هنرمند و مخترع مشهور دوره رنسانس، اغلب چکش‌های مسافرتی را برای استفاده در جعل و حتی ماشین آلات برش فایل، از نوع آسیاب مهر و موم عمودی گلدان، طراحی می‌کرد. قدیمی‌ترین تصویر به تصویر کشیده شده از چکش فورج در اروپا شاید توضیحات مردم شمالی اولائوس مگنوس باشد که مربوط به سال ۱۵۶۵ میلادی است. در این تصویر منبت کاری، صحنه سه مارتینت و یک چرخ دنده آب وجود دارد که در حال کار با دم و چرم کوره Osmund Bloomery است. چکش درازکش برای اولین بار در آثار هنری اروپا در تصویری از ساندارت و زونکا (مورخ ۱۶۲۱ میلادی) به تصویر کشیده شد.

## انواع

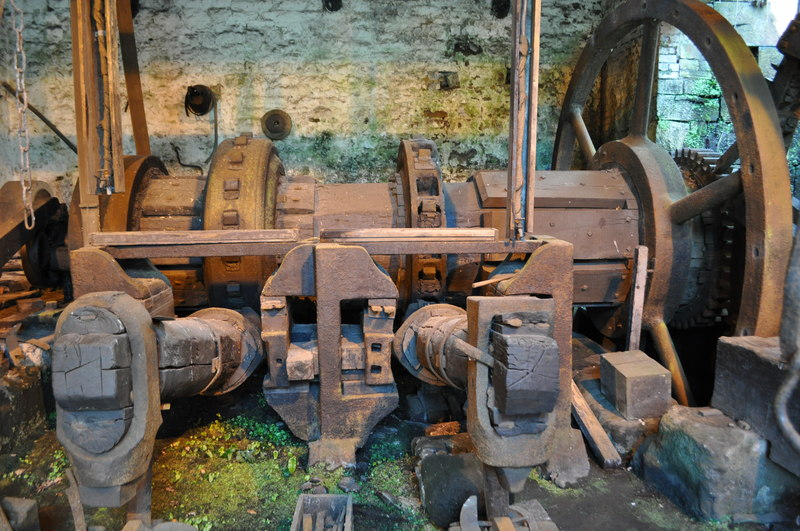
هملت صنعتی Abbeydale - Tilt Hammers ،

یک چکش مکانیکی سر آن را در انتهای یک پیچ عقب نصب کرده‌است، از این رو نام جایگزین چکش چرخشی است. انتخاب نوع مورد استفاده در یک زمینه خاص ممکن است به کششی که عملکرد آن بر روی پیچ قرار دارد بستگی داشته باشد. این چوب معمولاً از چوب بود که در یک حلقه چدنی (به اصطلاح hurst) نصب می‌شد و در آن چرخش می‌یافت. با این حال، در قرن نوزدهم سنگین‌ترین پیچ‌ها گاهی اوقات یک ریخته‌گری منفرد بودند و ترکیب اصلی را تشکیل می‌دادند.
چکش شیب یا چکش عقب عقب دارای یک چرخش در مرکز چرخشی است که روی آن سوار شده‌است و با فشار دادن انتهای مخالف سر به سمت پایین بلند می‌شود. در عمل به نظر می‌رسد که سر چنین چکش‌هایی به یک‌وزن (حدود ۵۰ کیلوگرم) محدود شده باشد، اما سرعت سکته مغزی بسیار سریع امکان‌پذیر است. این امر آن را برای کشیدن آهن به اندازه‌های کوچک مناسب برای تجارت کارد و چنگال مناسب کرد؛ بنابراین تعداد زیادی از جعلهای جعلی معروف به «شیب» در اطراف شفیلد وجود داشت. آنها همچنین در کارهای باتری برنجی برای ساخت قابلمه‌ها و قابلمه‌های برنجی (مسی) استفاده می‌شدند. در کارهای باتری (حداقل) این امکان وجود دارد که یک منبع تغذیه چندین چکش کار کند. در آلمان از چکش‌های شیب تا ۳۰۰ کیلوگرم در کارخانه‌های چکشی برای جعل آهن استفاده شد. چکش‌های زنده مانده، در حال کار با چرخ‌های آب، ممکن است برای مثال در چکش Frohnauer در کوه‌های Ore دیده شوند.
چکش حفره شکمی نوعی بود که به‌طور معمول در یک جعل ظریف یافت می‌شد و برای ساخت آهن خوک به آهن میله ای جعل می‌شد. این با کمدهایی که به پیچ و مهره بین محور و سر ضربه می‌زدند، برداشته شد. سر معمولاً یک چهارم تن وزن داشت. این احتمالاً به این دلیل بوده‌است که اگر فشار سر بیش از حد باشد، فشار روی میخ چوبی بسیار زیاد بود.
به نظر می‌رسد تا اواخر قرن هجدهم یا اوایل قرن نوزدهم چکش حلقه بینی غیرمعمول بوده‌است. این فراتر از سر بلند شد. به نظر می‌رسد که نجات یافتن از خارهای بینی و آن‌هایی که در تصاویر هستند از چدن است.

## پایان محصول
چکش قطره‌ای مجهز به بخار جایگزین چکش مکانیکی شد (حداقل برای بزرگترین فورج‌ها). جیمز Nasmyth آن را در سال ۱۸۳۹ اختراع و در سال ۱۸۴۲ ثبت اختراع کرد. با این حال، تا آن زمان جعل برای صنعت آهن اهمیت کمتری پیدا کرده بود، به دنبال پیشرفت در کارخانه نورد که همراه با استفاده از گودال از اواخر قرن ۱۸ بود. با این وجود همچنان به چکش برای زونا نیاز بود.